# Juan Barragán Ruíz
Juan Barragán Ruíz (Barichara, 1935 - Bucaramanga, 23 de noviembre de 1990) fue un político colombiano. Miembro del Partido Conservador Colombiano.

## Biografía
Nacido en Barichara (Santander), era ganadero y fue concejal de Bucaramanga y vicepresidente de la Asamblea de Santander, fue representante a la Cámara por el Partido Social Conservador (PSC).

## Asesinato
Fue asesinado el 23 de noviembre de 1990 por sicarios en carro mientras se movilizaba en su vehículo con su esposa en Bucaramanga. El Ejército de Liberación Nacional (ELN) se atribuyo el crimen, acusándolo de ser auxiliador de los grupos paramilitares de San Alberto (Cesar), y responsable de la desaparición de varios dirigentes sindicales y de miembros de esa guerrilla.